# Marta González Crivillers
Marta González Crivillers (Vich, Barcelona, 9 de abril de 1995) es una nadadora de estilo libre española que participó en los Juegos Olímpicos de Río de Janeiro 2016.

## Biografía
Hizo su primera aparición en el Campeonato Mundial de Natación de 2013 en la prueba de 4 x 100 metros estilo libre femenino junto a Patricia Castro, Melani Costa y Beatriz Gómez, haciendo un tiempo de 3:42.08 y batiendo el récord nacional, aunque finalmente quedó eliminada tras finalizar en la duodécima posición. Tres años después participó en los Juegos Olímpicos de Río de Janeiro, nadando en la prueba de 4 × 100 m libre. Nadó en la segunda serie en la primera calle junto a Melani Costa, Fátima Gallardo y Patricia Castro, quedando en séptima posición de su serie con un tiempo de 3:40.46, batiendo de nuevo el récord nacional, aunque insuficiente para pasar a las semifinales al quedar en la posición 13 del sumario total.
Estudió Filología catalana y española en la Universidad Autónoma de Barcelona y Filología japonesa en la Universidad Abierta de Cataluña.